# Guilty Gear Isuka
Guilty Gear Isuka – bijatyka 2D, stworzona przez Arc System Works na automaty, potem przeniesiona na PlayStation 2, Xbox i Microsoft Windows. Jest to spin-off serii Guilty Gear, wnoszący do serii nowe elementy, jak walka 4 graczy równocześnie, czy też tryb bijatyki chodzonej "Boost mode". Gra zawiera też tryb Robo-Ky II Factory, gdzie gracz może dowolnie stworzyć swoją wersję Robo-Ky II.

## Historia i bohaterowie
W XXII wieku, na ziemi żyją Geary - niezwykłe, zmodyfikowane genetycznie stwory, które zostały stworzone jako broń biologiczna wiele lat wcześniej toczyły wojnę z ludźmi. Gra zawiera wszystkich bohaterów z Guilty Gear X2# Reload oraz wprowadza nowe postacie do serii - są to A.B.A., owinięta bandażami dziewczyna, walcząca wielkim kluczem oraz boss Leopaldon - w grze jest łącznie 23 grywalnych wojowników: A.B.A., Anji Mito, Axl Low, Baiken, Bridget, Chipp Zanuff, Dizzy, Eddie, Faust, I-No,Jam Kuradoberi, Johnny, Ky Kiske, May, Millia Rage, Potemkin, Robo-Ky, Robo-Ky Mk. II, Slayer, Sol Badguy, Testament, Venom oraz Zappa - każdy bohater ma swoje własne motywacje, które skłoniły go do walki.

## Rozgrywka
Gra jest bijatyką 2D, w której bohaterowie walczą ze sobą na pięści, kopnięcia, używają także broni, aż do momentu, gdy przeciwnikowi skończy się pasek życia. Gra tym razem umożliwia starcie 4 postaciom naraz, zawiera też 2 plany, pomiędzy którymi można przeskakiwać, jak w serii Fatal Fury. Nietypowym rozwiązaniem jest fakt, że postacie nie odwracają się automatycznie w stronę przeciwnika, i należy w tym celu wcisnąć osobny przycisk. GG Boost Mode z kolei przypomina Tekken Force mode z Tekken 3 - gracz idzie w prawo i pokonuje kolejnych, mniejszych przeciwników, którzy z nim walczą. W tym trybie zarabia też pieniądze wykorzystywane do ulepszania Robo-Ky Mk. II w jego trybie.